# Autopista A4 (Tunísia)
L'autopista A4 és l'autopista que uneix Tunis amb Bizerta. Es va iniciar el 15 d'octubre de 1999 i l'1 de juliol del 2002 va arribar a Bizerta. Va costar 153 milions de dinars tunisians. Té tres sortides, tres ponts i tres àrees de descans. A Tunis enllaça per una via ràpida amb l'autopista A1. A la sortida d'El Alia s'inicia una autovia de 25 km que arriba fins a Menzel Bourguiba que no és estrictament part de l'autopista.